# Horst von Metzsch
Horst Karl Alfred von Metzsch (* 14. Juni 1874 in Löbau; † 11. Juli 1946 in Gera) war ein deutscher General der Artillerie und Militärhistoriker.

## Leben

### Herkunft
Horst entstammte der sächsisch-meißnisch-vogtländischen Adelsfamilie Metzsch und war verwandt mit dem sächsischen Kriegsminister und General Bernhard von Rabenhorst. Er war ein Sohn des königlich sächsischen Bauverwalters Karl von Metzsch (1843–1885) und dessen Ehefrau Kamilla, geborene August (1847–1899).

### Militärkarriere
Metzsch trat am 30. März 1891 als Fahnenjunker in das 1. Feldartillerie-Regiment Nr. 12 der Sächsischen Armee in Dresden ein, wurde am 20. April 1891 zum Fähnrich ernannt und in der Folgezeit am 20. Juni 1892 zum Leutnant sowie am 26. März 1899 zum Oberleutnant befördert. Als solcher erfolgte am 1. Oktober 1899 seine Versetzung in das 4. Feldartillerie-Regiment Nr. 48. Ein Jahr später kommandierte man Metzsch bis zum 14. Juli 1902 an die Preußische Kriegsakademie. Kurzzeitig fungierte er vom 23. April bis 19. Juni 1904 als Adjutant der 23. Feldartillerie-Brigade und wurde anschließend in die Personalabteilung des sächsischen Kriegsministerium versetzt sowie am 22. April 1905 zum Hauptmann befördert. Ab 1. April 1906 erfolgte seine Kommandierung zum Großen Generalstab nach Berlin, vom 21. September 1907 für drei Jahre die Versetzung als Batteriechef in das 4. Feldartillerie-Regiment Nr. 48 und anschließend wieder die Kommandierung in den Großen Generalstab. Metzsch war dann vom 22. April 1912 bis 11. Februar 1913 Erster Generalstabsoffizier der 1. Division Nr. 23. Als Major (seit 13. September 1912) fungierte er anschließend als diensttuender Flügeladjutant von König Friedrich III. von Sachsen.
Mit Ausbruch des Ersten Weltkriegs behielt Metzsch diese Stellung zunächst inne und kam am 13. Oktober 1914 als Erster Generalstabsoffizier in den Generalstab des XXVII. Reserve-Korps (II. Königlich Sächsisches). Mitte Dezember 1914 wechselte er als Zweiter Generalstabsoffizier in den Generalstab der 4. Armee. Metzsch erhielt dann am 1. April 1915 das Kommando über das Reserve-Feldartillerie-Regiment Nr. 53, mit dem er an der Westfront zunächst in Flandern nordöstlich von Ypern eingesetzt wurde. Für dortige Verdienste in dieser Eigenschaft wurde er am 30. November 1915 mit dem Kommandeurkreuz II. Klasse des Militär-St.-Heinrichs-Ordens ausgezeichnet. Dann folgte die Verlegung in die Champagne. Metzsch gab das Regiment am 31. Juli 1916 wieder ab und wechselte als Chef des Generalstabes zur Etappen-Inspektion 3 und kurz darauf am 16. November 1916 in selbiger Funktion zum XII. (I. Königlich Sächsisches) Armee-Korps. Dort wurde Metzsch am 21. Mai 1917 Oberstleutnant.
Metzsch wurde nach Kriegsende in die Reichswehr übernommen und zunächst als Chef des Stabes des Wehrkreises IV verwendet. Ab 1. Oktober 1920 fungierte er dann als Chef des Stabes der 4. Division und wurde am 18. Dezember 1920 zum Oberst befördert. Es erfolgte am 11. April 1921 seine Versetzung in den Stab der 5. Division, wo er ab 15. Juni 1921 als Artillerieführer V eingesetzt wurde. Mertzsch wechselte am 1. Oktober 1922 in das Reichswehrministerium nach Berlin. Dort fungierte er bis zu seinem Ausscheiden aus dem aktiven Dienst am 29. Februar 1928 als Inspekteur des Erziehungs- und Bildungswesens. Als solchen hatte man ihn zwischenzeitlich am 1. April 1924 zum Generalmajor sowie am 1. Februar 1927 zum Generalleutnant befördert.
Metzsch erhielt am 27. August 1939, dem sogenannten Tannenbergtag, den Charakter als General der Artillerie verliehen. Bereits am 26. August 1939 hatte man ihn zur Verfügung des Heeres gestellt und bis zum 30. September 1939 als Chef der Heeresarchive in Potsdam eingesetzt. Eine weitere Verwendung erfolgte danach nicht mehr.

### Militärschriftsteller
Im Zivilleben betätigte Metzsch sich als Verfasser zahlreicher militärhistorischer Bücher und Schriften.
Nach Ende des Zweiten Weltkrieges wurden zahlreiche seiner Schriften in der Sowjetischen Besatzungszone auf die Liste der auszusondernden Literatur gesetzt.

### Familie
Metzsch heiratete 1905 in Oberlößnitz Christina von Wolf (1880–1946), eine Tochter des sächsischen Generalmajors Ernst Hugo von Wolf (1838–1913) und dessen Ehefrau Caroline Louise von Oppell (1846–1933). Das Paar hatte mehrere Kinder, darunter:
- Karl Erst Joachim (* 28. April 1907; † 29. Mai  1992), Oberst i. G.[7]
- Christine Camilla Dorothee Luise (* 2. März 1909)
- Gisela (* 19. Februar 1911)
- Friedrich-August (* 8. November 1920; † 23. April 2015), Dr. rer. nat., Diplomchemiker, Direktor einer Keramikfabrik

## Auszeichnungen
- Roter Adlerorden IV. Klasse mit Krone[8]
- Kronenorden III. Klasse[8]
- Eisernes Kreuz (1914) II. und I. Klasse[8]
- Ritterkreuz des Königlichen Hausordens von Hohenzollern mit Schwertern[8]
- Pour le Mérite[8] am 7. Oktober 1918
- Ritterkreuz I. Klasse des Zivilverdienstordens mit Schwertern[8]
- Ritterkreuz I. Klasse des Albrechts-Ordens mit Schwertern[8]
- Ritterkreuz des Militär-St.-Heinrichs-Ordens am 27. Mai 1915[9]
- Komtur II. Klasse des Militär-St.-Heinrichs-Ordens am 30. November 1915[10]
- Sächsische Dienstauszeichnung[8]
- Ritter III. Klasse des Verdienstordens vom Heiligen Michael[8]
- Bayerischer Militärverdienstorden III. Klasse mit Schwertern und mit Krone[8]
- Ritterkreuz des Ordens der Württembergischen Krone mit Schwertern[8]
- Hanseatenkreuz Hamburg[8]
- Komtur II. Klasse des Herzoglich Sachsen-Ernestinischen Hausordens[8]
- Offizier des Reußischen Ehrenkreuzes[8]
- Lippischer Hausorden III. Klasse[8]